# Faia Younan
Faia Younan (in arabo فايا يونان‎?; al-Malikiya, 19 giugno 1992) è una cantante siriana, considerata la prima artista mediorientale in assoluto a finanziare il suo debutto tramite crowdfunding, fatto che l'ha portata ad entrare nel Guinness dei primati.

## Biografia
Younan è nata il 19 giugno 1992 da famiglia cristiana ad al-Malikiya, in Siria, crescendo poi ad Aleppo. All'età di undici anni si è trasferita in Svezia con la famiglia e vi si è stabilita fino a quando si è trasferita in Scozia nel 2010 per studiare scienze sociali, economia e commercio all'Università di Glasgow. Nella primavera del 2015 ha deciso di diventare cantante professionista, trasferendosi a Beirut per dedicarsi alla musica araba.
Dopo aver pubblicato il video To Our Countries, registrato insieme alla sorella Rihan e che è diventato virale su YouTube, Younan ha ricevuto grande attenzione dal pubblico, trovando grande sostegno. Il successo del video ha avuto maggiore impatto sulla sua decisione di rendere il canto un impegno a tempo pieno. Dopo una campagna di crowdfunding di successo, Faia ha pubblicato il suo singolo di debutto, Ohebbou Yadayka, seguito da altri due singoli. La campagna di crowdfunding ha portato Faia ad entrare nel Guinness dei primati, come la prima artista del mondo arabo a finanizare il suo debutto con questa modalità.
Il suo album di debutto, A Sea Between Us, comprende nove canzoni.
Ha preso parte al singolo Busted and Blue, che appare su due versioni dell'album Humanz, del gruppo musicale britannico dei Gorillaz.
A marzo 2019, Faia ha iniziato a pubblicare il suo secondo album, Tales of the heart, in digitale. L'album contiene otto canzoni, denominate racconti, poiché ogni canzone è unica per genere musicale e argomento.
In entrambi i suoi album, Faia ha lavorato con Houssam Abdul Khalek, produttore musicale e direttore creativo, e Rayan Habre, arrangiatore musicale.

## Discografia

### Album
- A Sea Between Us (2017)
- Tales of the heart (2019)

### Singoli
- Ohebbou Yadayka (2015)
- Nohebbou Al Bilad (2015)
- Nam Ya Habibi (2015)
- Shababik (2017)
- Hob Al Akwiyaa (2018)
- Baghdad (2018)